# USS Jacob Jones (DD-130)
Pour les autres navires du même nom, voir USS Jacob Jones.
L'USS Jacob Jones (DD-130) est un destroyer de classe Wickes en service dans la Marine des États-Unis pendant la Seconde Guerre mondiale. Il fut le deuxième navire nommé en l'honneur de l'officier de marine américain Jacob Jones (1768–1850).
Sa quille est posée le 21 février 1918 au chantier naval New York Shipbuilding Corporation de Camden, dans le New Jersey. Il est lancé le 20 novembre 1918, parrainé par Mme Cazenove Doughton (arrière-petite-fille de l'officier Jones), et mis en service le 20 octobre 1919 sous le commandement du lieutenant commander Paul H. Bastedo.

## Historique

### Entre-deux-guerres
Après sa mise en service en octobre 1919, il opère brièvement dans l'Atlantique, puis transite par le canal de Panama en janvier 1920 pour rejoindre la flotte du Pacifique. À l'exception d'une période de réserve entre août 1920 et juin 1921, le destroyer sert le long de la côte ouest jusqu'à sa mise hors service en juin 1922.

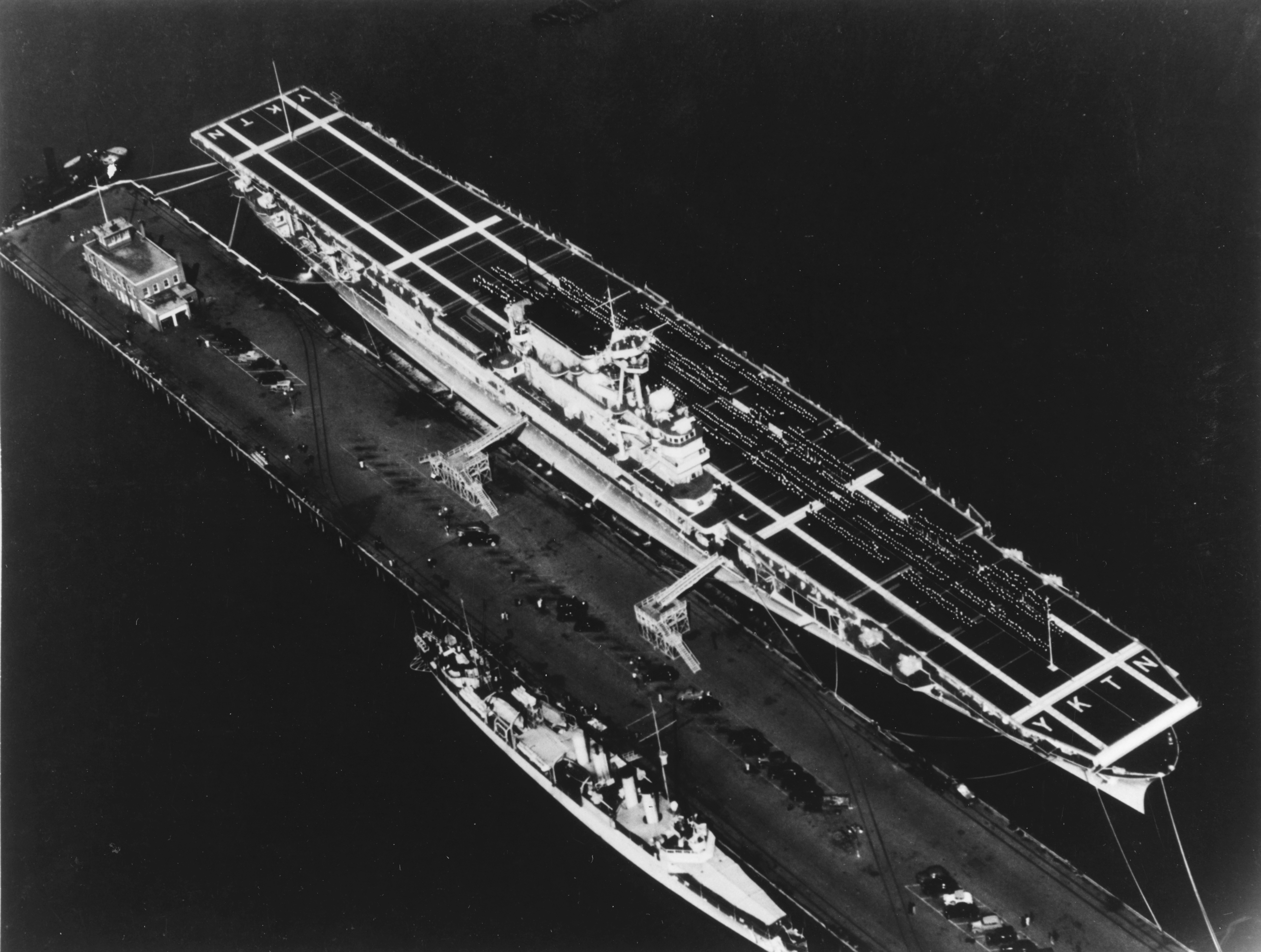
L'USS Jacob Jones à la base navale de Norfolk, en Virginie, le 30 septembre 1937. Le porte-avions est amarré à ses côtés.

Il retourne au service actif en mai 1930, servant dans le Pacifique Est jusqu'en mars 1931, date à laquelle il rejoint les Caraïbes pour des exercices. Le Jacob Jones sert dans le Pacifique du début de 1932 au printemps de 1933, avant de rejoindre une nouvelle fois l'Atlantique pour participer à des exercices tactiques, à des tâches de formation et à des missions diplomatiques. En octobre et novembre 1938, il traverse l'Atlantique pour opérer dans les eaux européennes et nord-africaines dans le cadre de l'escadron 40-T afin de protéger les intérêts américains pendant la guerre civile espagnole. Le destroyer retourne aux États-Unis en octobre 1939, peu après le début de la Seconde Guerre mondiale.

### Seconde Guerre mondiale
Au cours des deux années suivantes, le Jacob Jones participe à des exercices coordonnés de la flotte, à la mise en place de la lutte anti-sous-marine et aux patrouilles de neutralité au large des États-Unis et dans la région des Caraïbes. Dès l’entrée des États-Unis dans la Seconde Guerre mondiale en décembre 1941, il entame des opérations d’escorte de convoi à partir d’Argentia, à Terre-Neuve. En janvier 1942, le destroyer attaque sans succès un sous-marin non identifié pendant l'escorte du convoi SC-63. Il escorte ensuite le convoi HX-169. Le 2 février, tout en escortant un marchand norvégien, le destroyer obtient un autre contact sous-marin toujours sans résultat. Le Jacob Jones escorte le convoi ON-59 avant d'être affecté à des patrouilles anti-sous-marine au large de la côte est en février 1942. Le 22, le destroyer attaque un possible U-boot au large du phare d'Ambrose. Après cinq heures de lutte et douze attaques en ayant largué 57 charges de profondeur, seule une tache d'huile est observée en surface.
Le matin du 27 février 1942, l'USS Jacob Jones appareille seul de New York pour patrouiller et fouiller la région située entre Barnegat Light et Five Fathoms Bank. Il reçoit ensuite l'ordre de concentrer ses activités de patrouille dans les eaux au large de Cape May et de la baie de la Delaware. Dans l'après-midi, le destroyer repère l'épave en feu du R.P. Resor, torpillé peu avant par l'U-578. Pendant deux heures, le destroyer tourne autour du pétrolier à la recherche de survivants avant de reprendre sa route vers le sud.
Le 28 février à 10 h 57, l'USS Jacob Jones navigue à une vitesse de 15 nœuds lorsqu'il est touché par deux torpilles tirées par l'U-578. La première touche l'arrière du pont et enflamme le magasin du navire, provoquant son arrêt complet. Il est alors touché par une seconde torpille qui explose du côté bâbord. Le navire est resté à flot pendant 45 minutes, permettant à environ 30 survivants d'abandonner le navire sur quatre ou cinq radeaux. Mais alors que la poupe coulait, les charges de profondeur ultérieurement stockées ont explosé, tuant plusieurs survivants sur un radeau à proximité. Quelques heures plus tard, un avion d'observation de l'armée américaine a aperçu les radeaux de sauvetage et a signalé leur position au patrouilleur côtier USS Eagle Boat 56. Le navire a été forcé d'abandonner sa recherche au bout de trois heures, à cause des vents violents et de la houle. Il avait secouru douze survivants, mais l'un d'eux est mort en route pour Cape May. La recherche de survivants a continué pendant deux jours, sans résultat.
Il fut le premier navire de guerre à être coulé par l'ennemi dans les eaux américaines.